# Кнопфли, Руй
Руй Кнопфли (порт. Rui Knopfli, 10 августа 1932, Иньямбане — 25 декабря 1998, Лиссабон) — мозамбикский поэт, переводчик, журналист, писал на португальском языке.

## Биография
Из семьи иммигрантов. Учился в Лоуренсо Маркиш (ныне Мапуту) и Йоханнесбурге. Активно печатался в газетах Голос Мозамбика и Трибуна, был главным редактором последней (1974—1975). Издавал журнал поэзии Калибан (1971—1972), в котором публиковались Т. С. Элиот, Марианна Мур, Жоржи де Сена, Эрберту Элдер, Антониу Рамуш Роза, Жозе Кравейринья и др. Вел литературно-художественное приложение к журналу Время. Переводил стихи Блейка, Кавафиса, Элиота, Паунда, Йейтса, Дилана Томаса, Сильвии Плат, Роберта Лоуэлла, Аполлинера, Реверди, Рене Шара, Октавио Паса. В 1975—1997 — на дипломатической службе в Лондоне (советник по печати посольства Португалии).

## Книги
- Страна чужих/ O País dos Outros (1959)
- Подводное царство/ Reino Submarino (1962)
- Máquina de Areia (1964)
- Mangas Verdes com Sal (1969)
- Остров Просперо/ A Ilha de Próspero (1972, исп. пер. 2000)
- O Escriba Acocorado (1978)
- Сговорчивая память/ Memória Consentida: 20 Anos de Poesia 1959—1979 (1982)
- O Corpo de Atena (1984, Поэтическая премия ПЕН-клуба)
- O monhé da cobras (1997)

## Сводные издания
- Le Pays des Autres (Брюссель, 1995, три первые книги в переводе на французский)
- Obra Poética (2003)
- Antologia poética (2010)